# Gánigo

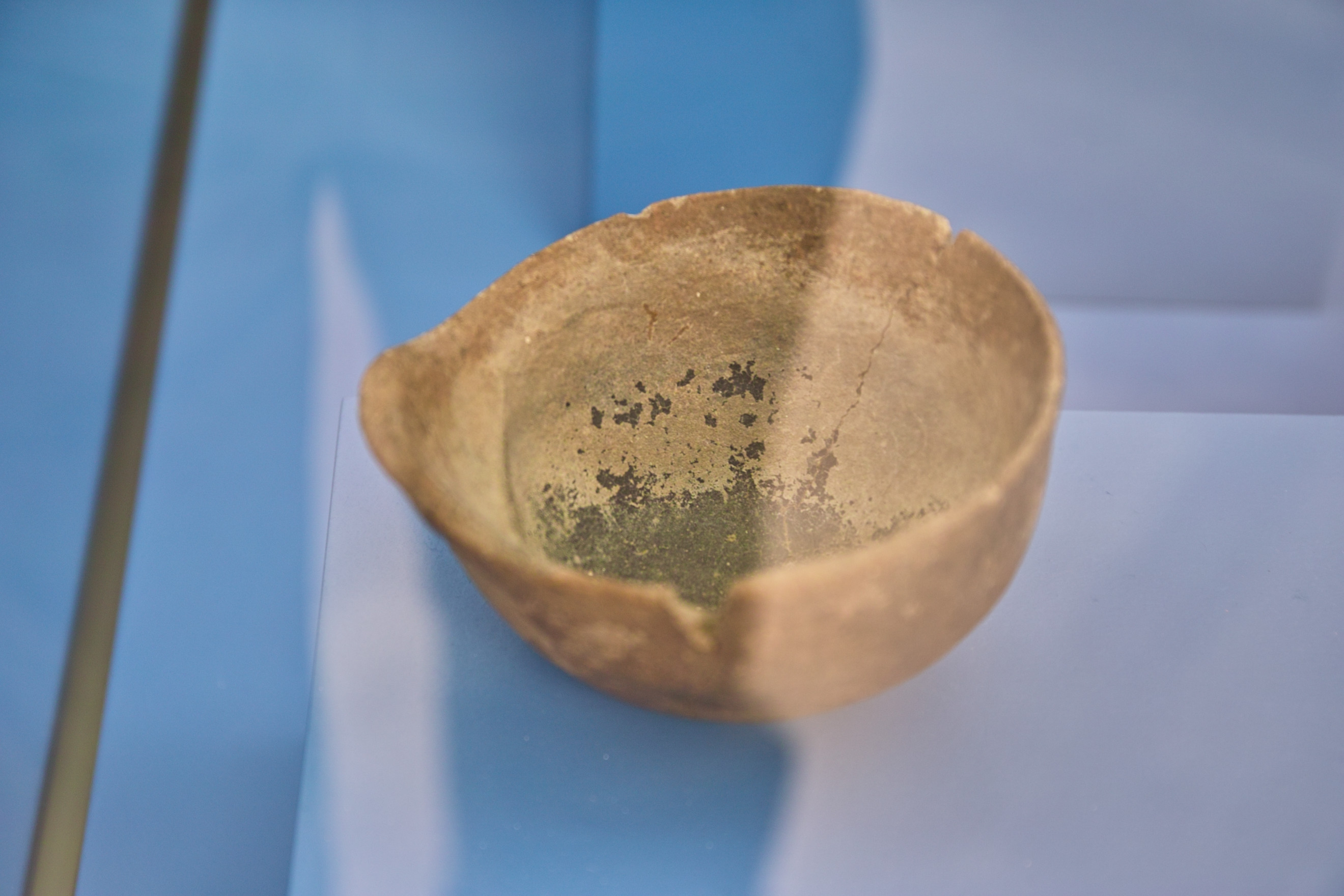
Primitivo ganigo de la alfarería de los aborígenes canarios, en el Museo Arqueológico Benahoarita (Los Llanos de Aridane, La Palma).

El término gánigo denomina en las Islas Canarias a un conjunto de pequeños recipientes de arcilla, moldeados a mano y sin torno, que ya utilizaban los aborígenes canarios. Suelen ser vasos de fondo cónico, generalmente lisos o con decoraciones muy sencillas. Se desconoce si originalmente esta voz estaba presente en todas las islas. Según  Thomas J. Abercomby, el término estaría relacionado con la voz gánnek, de las lenguas bereberes.

## Objeto etnohistórico

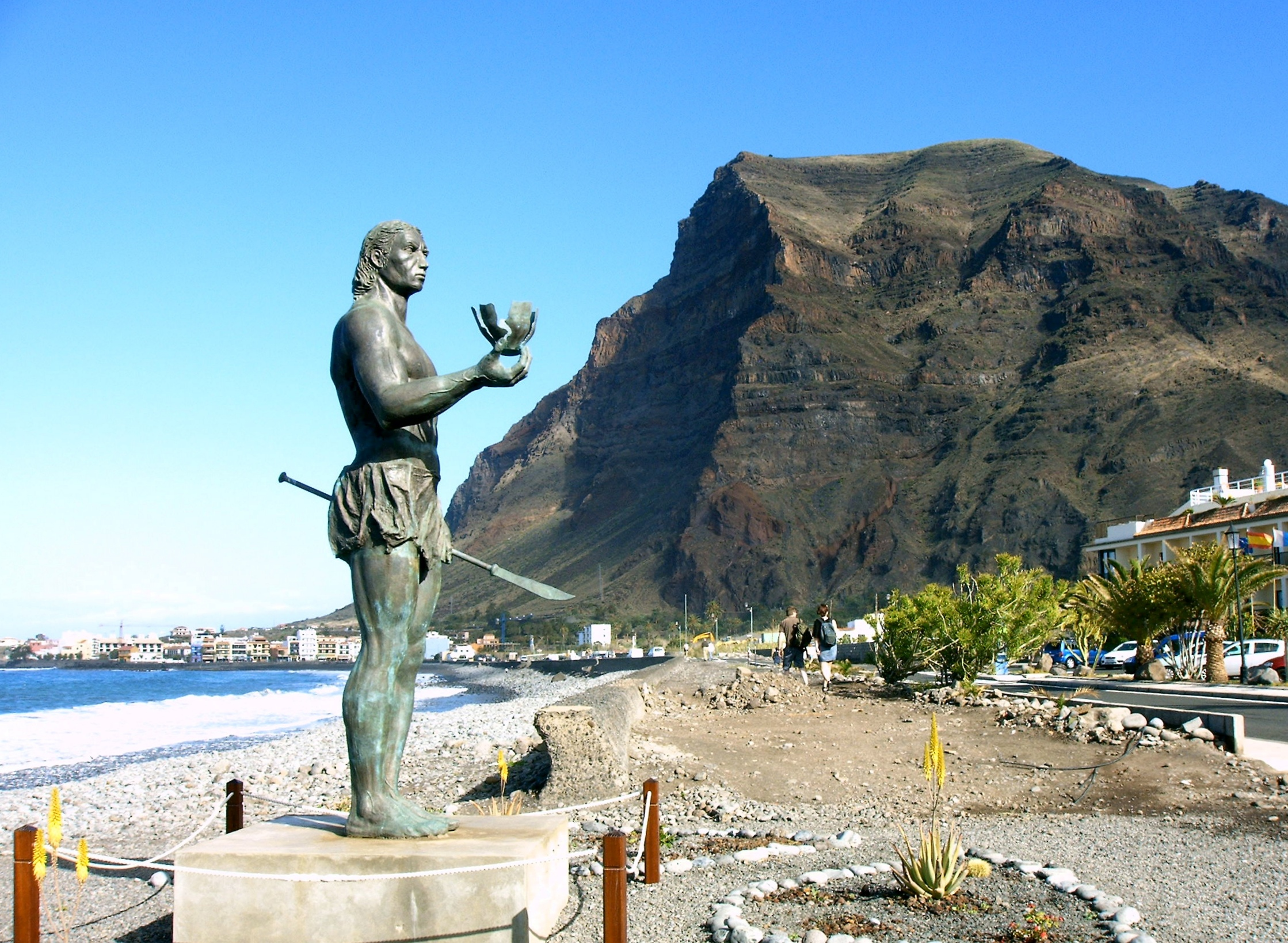
El guerrero Hautacuperche, sosteniendo el gánigo roto. Escultura de Luis Arencibia en Valle Gran Rey (Gomera).

Documentado arqueológicamente, el gánigo, aparece con frecuencia como parte del ajuar funerario y en rituales religiosos o político-sociales precolombinos.  Así, por ejemplo en los "pactos de colactación", como el trágico Pacto de Guahedum de los gomeritas con Hernán Peraza.
Además de su valor funcional, sirviendo para calentar pequeñas cantidades de leche o alimento, en los rituales guanches matrimoniales, el gánigo era símbolo de unión o alianza , entregándose a los cónyuges en el momento de sellar la unión. Del mismo modo, si la pareja decidía separarse, debían dirigirse ante el "tagoror" o consejo de ancianos, y explicar sus motivos. Si el Consejo los aceptaba, se procedía al acto simbólico de romper los gánigos y el matrimonio quedaba disuelto. Una ceremonia similar se hacía durante los ritos funerarios, quedando el cónyuge vivo libre de contraer matrimonio.

### Gánigos en escudos municipales canarios

En el escudo de Adeje figura a la izquierda de la torre: de gules, una añepa puesta en barra acompañada de dos gánigos, todo de oro.
En la Bandera de La Gomera, en el ángulo superior izquierdo, un gánigo en su color sobre la silueta de la isla en blanco, y una vela cuadrada blanca con una cruz patada verde.